# 約瑟夫·海姆·西特魯克
約瑟夫·海姆·西特魯克（法語：Joseph Haïm Sitruk，1944年10月16日—2016年9月25日）出生於法屬突尼西亞，曾經擔任猶太教法國首席拉比。

## 生平
他出生於1944年，是塞法迪猶太人血統，到了1952年他才開始學習希伯來語，1964年進入法國猶太神學院就讀，1969年他前往以色列，接觸到正統的哈西迪猶太教，隔年1970年回到法國。
1970年先成為斯特拉斯堡的拉比，後來成為斯特拉斯堡首席拉比馬克斯·華沙斯基的助理，1975年到馬賽成為地方首席拉比，1987年被選為法國首席拉比，自1988年1月1日起到2008年12月 31日結束，連續獲選三任首席拉比，繼任者是吉爾斯·伯恩海姆。
約瑟夫·海姆·西特魯克於2016年9月25日逝世，被安葬於耶路撒冷的橄欖山猶太公墓。

## 受獎
- 1996年：法國國家功績勳章
- 2007年：法國榮譽軍團勳章[5]